# 安場保吉
安場 保吉（やすば やすきち、1930年5月21日 - 2005年4月13日）は、日本の経済学者。大阪大学名誉教授。専門は経済発展論、比較経済史。Ph.D.（ジョンズ・ホプキンズ大学）（1961年）。東京都出身。父は元山陽パルプ副社長の安場保国、父方の曾祖父は安場保和（後藤新平の岳父）、母方の祖父は満州国最高法院長の井野英一（元農林大臣・拓務大臣・法務大臣の井野碩哉の兄）。従弟は村田経和。

## 略歴
- 1953年：東京大学教養学部卒業
- 1955年：国際基督教大学教養学部助手
- 1957年：ジョンズ・ホプキンズ大学助手
- 1961年：大阪大学経済学部講師
- 1962年：大阪大学経済学部助教授
- 1969年：京都大学東南アジア研究センター教授
- 1980年：大阪大学経済学部教授
- 1994年：大阪学院大学経済学部教授
- 2005年：叙正四位、授瑞宝中綬章

## 著書

### 単著
- 『経済学全集（12）経済成長論』（筑摩書房、1980年）
- 『東南アジアの経済発展――経済学者の証言』（ミネルヴァ書房、2002年）

### 編著
- 『東南アジア社会経済発展論――30年の進歩と今後の課題』（勁草書房、2005年）
- 『安場保和伝 1835-99――豪傑・無私の政治家』（藤原書店、2006年）

### 共編著
- （貝塚啓明）『現代経済の課題（1-5）』（日本経済新聞社、1974年-1975年）
- （梅村又次）『日本経済の発展――近世から近代へ』（日本経済新聞社、1976年）
- （榊原胖夫）『嵐のなかの世界経済』（有斐閣、1981年）
- （江崎光男）『経済発展論』（創文社、1985年）
- （猪木武徳）『日本経済史（8）高度成長』（岩波書店、1989年）

### 訳書
- リチャード・T・ギル『経済発展論』（東洋経済新報社、1965年）
- フリッツ・マッハルプ『経済学と意味論』（日本経済新聞社、1982年）
- ジェフリー・G・ウィリアムソン『不平等、貧困と歴史』（ミネルヴァ書房、2003年）